# Dvůr Králové nad Labem

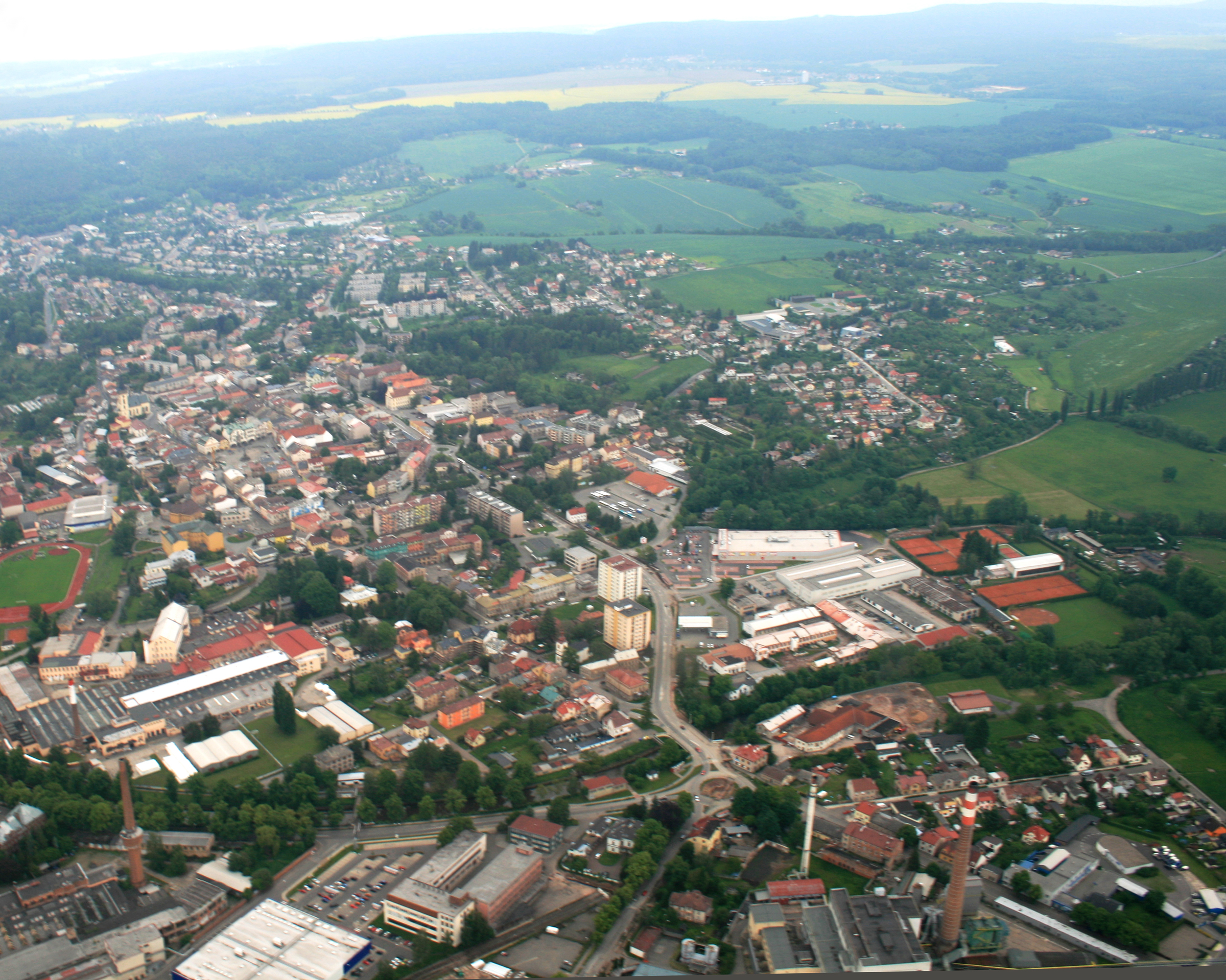
Air view

Dvůr Králové nad Labem (germană Königinhof an der Elbe, poloneză Dwór Królowych nad Łabą) este un oraș în Districtul Trutnov, regiunea Hradec Králové, Republica Cehă.